# Titán (titán)
Titán (en griego Τιτάν, en latín Titan) es, en la mitología grecorromana, un personaje secundario al que se presupone epónimo de Titane  y cuyos hijos innominados recibieron el patronímico de Titánidas, una variante gráfica y etimológica de los Titanes.  Solo es mencionado por fuentes tardías y en leyendas locales. Dependiendo de la versión, ora griega, ora romana, se lo refiere como hijo de Urano y Gea,  de Urano y Hestia  o bien de Cielo y Vesta.  También puede ser referido tan solo como hermano de Helio y en esta guisa está relacionado con el paso de las estaciones.

## En losOráculos sibilinos
Según un relato narrado en los Oráculos sibilinos, Titán, Crono y Jápeto reinaban cada uno sobre un tercio de la tierra sin combatir entre ellos por así haberlo jurado a su padre. Cuando su padre murió, Titán peleó contra Crono por el reinado sobre todos los mortales. Finalmente Titán consintió que fuera Crono el que obtuviera el trono; pero Titán le impuso la condición de que todos sus hijos varones debían ser exterminados, para que el trono volviera a recaer en los Titánidas.
Por eso, cada vez que Rea paría un hijo varón, los Titánidas lo despedazaban pero permitían que las hembras se criaran junto a su madre. Cuando se dio cuenta de que algunos de los hijos varones de Crono vivían, Titán reunió a sus sesenta hijos e hizo prisioneros a Crono y a su esposa Rea. Posteriormente se desencadenó una gran guerra promovida por los hijos de Crono en la que los descendientes de Titán y de Crono se extinguieron.
Se dice que Titán, hijo de Cielo y Vesta, y hermano de Saturno, Ope y Ceres, reclamó el trono de su padre. Entonces Vesta, Ceres y Ope convencieron a Saturno para que no cediera a su hermano en asuntos del reino. Titán, que era más feo que Saturno, al ver que su madre y hermanas apoyaban a este en la consecución del reino, consintió que este fuera el rey; como consecuencia, hizo un pacto con Saturno en el sentido de que, si le nacía a este un hijo varón, no le criaría. Esto lo hizo para que el reino volviera a sus hijos. De esta forma, mataron al primer hijo que nació de Saturno.

## En Pausanias
En una tradición narrada por Pausanias, se dice que volviendo al camino y cruzando de nuevo el Asopo se llega a la cima de un monte, donde dicen los del lugar que habitó Titán, que es hermano de Helio, y por él se llama Titane este lugar. En opinión del autor Titán fue hábil en observar las estaciones del año y los tiempos en los que el sol hace crecer las semillas y madurar los frutos de los árboles, y por esto fue considerado hermano de Helio. Más tarde, cuando Alexánor, hijo de Macaón, hijo de Asclepio, llegó a la región de Sición, construyó en Titane el Asclepieo.